# Albanese Fascistische Partij

De vlag van Albanië tijdens de Italiaanse bezetting.

De Albanese Fascistische Partij (Albanees: Partia Fashiste Shqiptare) was een fascistische beweging tijdens de Italiaanse bezetting van Albanië van 1939 tot 1943. Toen Italië capituleerde werd de partij vervangen door de Albanese Nationaalsocialistische Partij tijdens de Duitse bezetting. In 1940 had de partij ongeveer 13.500 leden.
De partij was een tak van de Italiaanse Partito Nazionale Fascista (PNF), met als hoofd Benito Mussolini. De partij was sterk antisemitisch, en de enige toegestane partij tijdens de Tweede Wereldoorlog. Joden mochten niet lid van de partij worden, moslims wel. De partij maakte tijdens zijn bewind Groot-Albanië waar, waardoor Albanië werd uitgebreid met Epirus en Kosovo.
Na de val van het Derde Rijk werd Albanië een anarchie, en braken er gevechten uit tussen de communisten en de nationaalsocialisten. De gevechten hielden rond 1951 op.
Minister-secretarissen van de partij
- 1939-1941 - Tefik Mborja
- 1941-1943 - Jup Kazazi
- 1943 - Kol Bib Mirakaj